# Drwalewice (województwo mazowieckie)
Drwalewice – wieś sołecka w Polsce położona w województwie mazowieckim, w powiecie grójeckim, w gminie Chynów.
W roku 1603 - dziesięcina z tej wsi należała do uposażenia kościoła w Drwalewie. Wieś należała do parafii w Drwalewie, leżącej w granicach powiatu grójeckiego w ziemi czerskiej.
Znajdująca się w Drwalewicach przydrożna figura św.Walentego wykonana została z piaskowca w roku 1843 w warsztacie kamieniarskim Wawrzyńca Hagena w Kunowie nad Kamienną.
W latach 1975–1998 miejscowość administracyjnie należała do województwa radomskiego.